# ピーター・グレッグ
ピーター・ホールデン・グレッグ（ Peter Holden Gregg  ､1940年5月4日 – 1980年12月15日）は、トランザム・シリーズの黄金時代のレーシングードライバーであり、IMSA GT選手権では6度のクラス優勝、デイトナ24時間レースで4度総合優勝した。また、フロリダ州ジャクソンビルに自動車ディーラーとレーシングチーム、ブルモス・レーシングのオーナーだった。
グレッグは、機械エンジニアで海洋焼却炉のメーカーの息子としてニューヨーク市で生まれた。　
彼は1957年に私立の予備校であるディアフィールドアカデミーを卒業し、ハーバード大学に入学、1961年に英語の学位を取得した。彼は短いが映画製作のキャリアを持ち、スカッシュプレーヤーとしても競争し、最終的には自動車レースに落ち着いた。ハーバード大学を卒業した後、ヨーロッパに移り、セントロサッドドライビングスクールに通った。その後、彼は米海軍に加わり、航空諜報員になった。彼はフロリダ州ジャクソンビル海軍航空基地に配属され、1965年に退役するまでそこで勤務した。彼はジェニファー・ジョンソンと結婚し、ジェイソンとサイモンの2人の息子がいた。

## レーシングキャリア
グレッグは在学中の、1958年にニューハンプシャー州ラコニアでヒルクライムに初めて登場した後、ジムカーナとアイスレースでモータースポーツのキャリアを始めた。
1963年に彼はフロリダ州オセオラ郡で、改造されていない生産車のコルベットを運転し、SCCA認可レースで勝利した。彼は1964年にポルシェ・904で本格的なポルシェのドライバーになり、その後ポルシェ・906でレースに参加した。1965年に所有者だったヒューバート・ブランデージの死後、地元のディーラーであるブルモス・ポルシェを購入した。1967年に2つのクラスでSCCAのサウスイーストディビジョンチャンピオンになり、デイトナとセブリングで勝利を収めた。1968年にはメルセデスベンツのディーラーを買収し、SCCAのトランザム・シリーズの排気量2L未満のセクションでレースに参戦した。1969年、トランザムレースで6度優勝しタイトルを獲得、SCCAのBセダンナショナルチャンピオンシップにも参戦した。1970年、彼はフィアットとMGを販売する3番目のディーラー、Sport Autoを開店した。

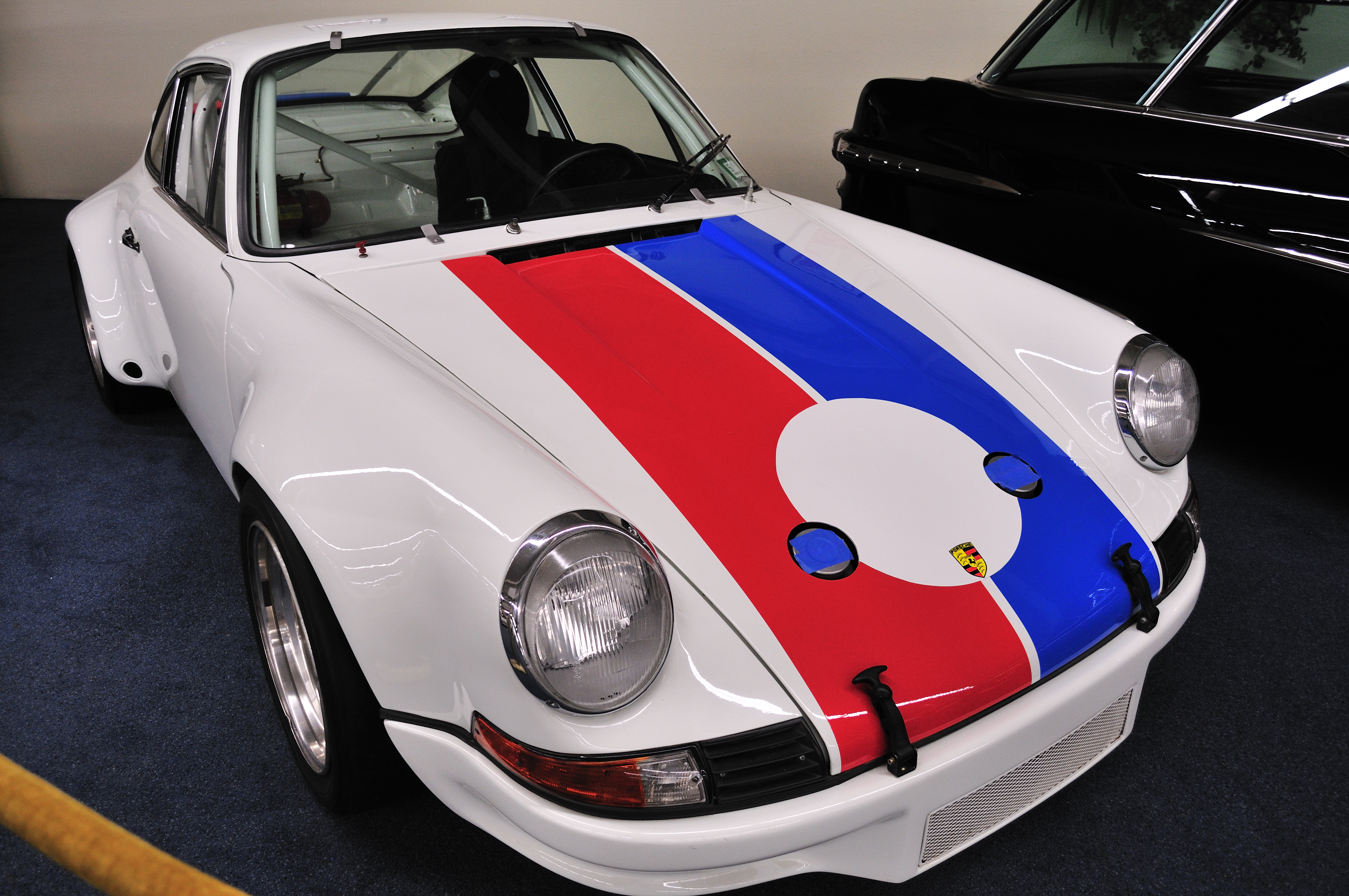
1973年 ポルシェ・911 カレラRSR ブルモス・レーシング

1971年、彼はメジャーなトランザム・シリーズの1つに、チームメイトのジョージ・フォルマーと一緒にバド・ムーアフォードマスタングをドライブした。1973年と1974年にブルモス・ポルシェでトランザム・シリーズを制した。同時期にIMSA GT選手権にも参戦、1971年にIMSA GTU、1973年にIMSA GTOでクラス優勝し、「ピーター・パーフェクト」というニックネームで呼ばれた。これは、ハンナ・バーベラの漫画の「チキチキマシン猛レース」内のキャラクターを指している。1973年、ハーレイ・ヘイウッドとポルシェ・911カレラRSRでデイトナ24時間レースを制している。その後、彼は引退を発表し、ジャクソンビル国立銀行の理事、ポンテベドラヨットクラブのクラブテニスプレーヤーおよびスピードボートレーサーとしての生活を送った。
グレッグは再びレース活動を再開。1975年、1976年、1978年にデイトナ24時間レースでさらに3度総合優勝した。1976年のデイトナ24時間での＃59 BMW E9クーペ スポーツライヒト（CSL）「バットモービル」（BMW Mモータースポーツの子会社となる最初の製品）でブライアン・レッドマンとの勝利は、BMWアメリカでの初勝利として挙げられている。

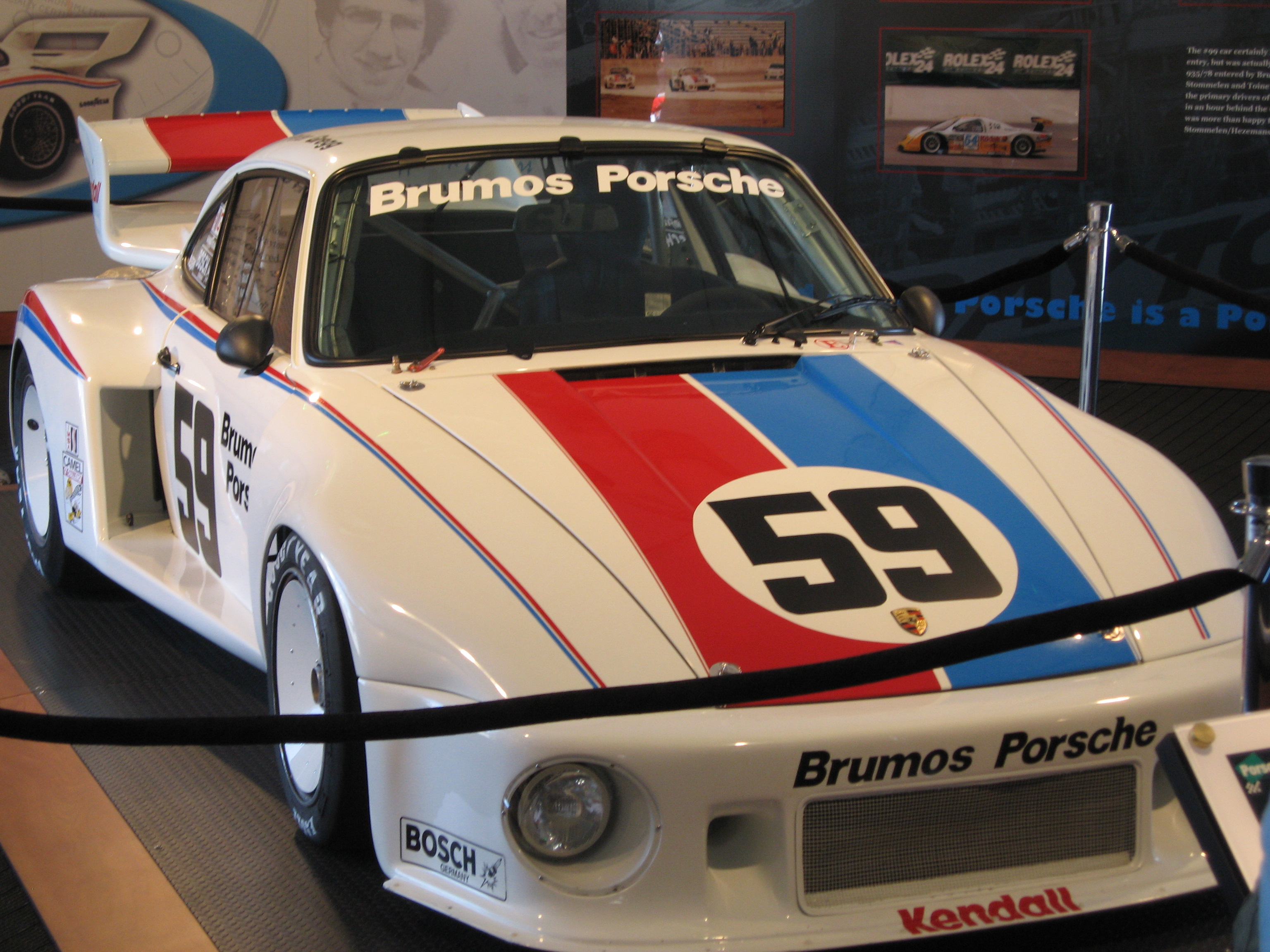
1978年 ポルシェ・935 ブルモス・レーシング

グレッグは1974年、1975年にIMSA GTO、1978年、1979年にIMSA GTXでクラス優勝し、通算6度のクラス優勝を獲得した。
1980年6月、ポルシェ・924 カレラGTSでル・マン24時間レースにアル・ホルバートと一緒にポルシェのワークスチームから参戦予定だったが、パリ近郊で負傷。レースの練習セッションに向かう途中、牛車を追い越そうとしたが、対向車に遭遇し、衝突を回避しようとして彼の乗った車は溝に落ちてしまった。アーティストのフランク・ステラも同乗していた。医師はグレッグにレースをさせることを拒否した為、デレック・ベルが代役を勤めた。
グレッグは翌月デイトナで開催されたポールリビア250マイルレースに出場する許可を与えられた。レースの大部分をドライブする予定だった彼のパートナーであるハーレイ・ヘイウッドは、レースをリード中に気分が悪くなり、グレッグが残りを走ったが、彼らのポルシェ・935は後退し、最終的に3位でフィニッシュした。彼は事故の後遺症である複視に苦しんでいてレースの妨げとなっていた。彼はすぐにIMSAによってレース出場を禁じられた。

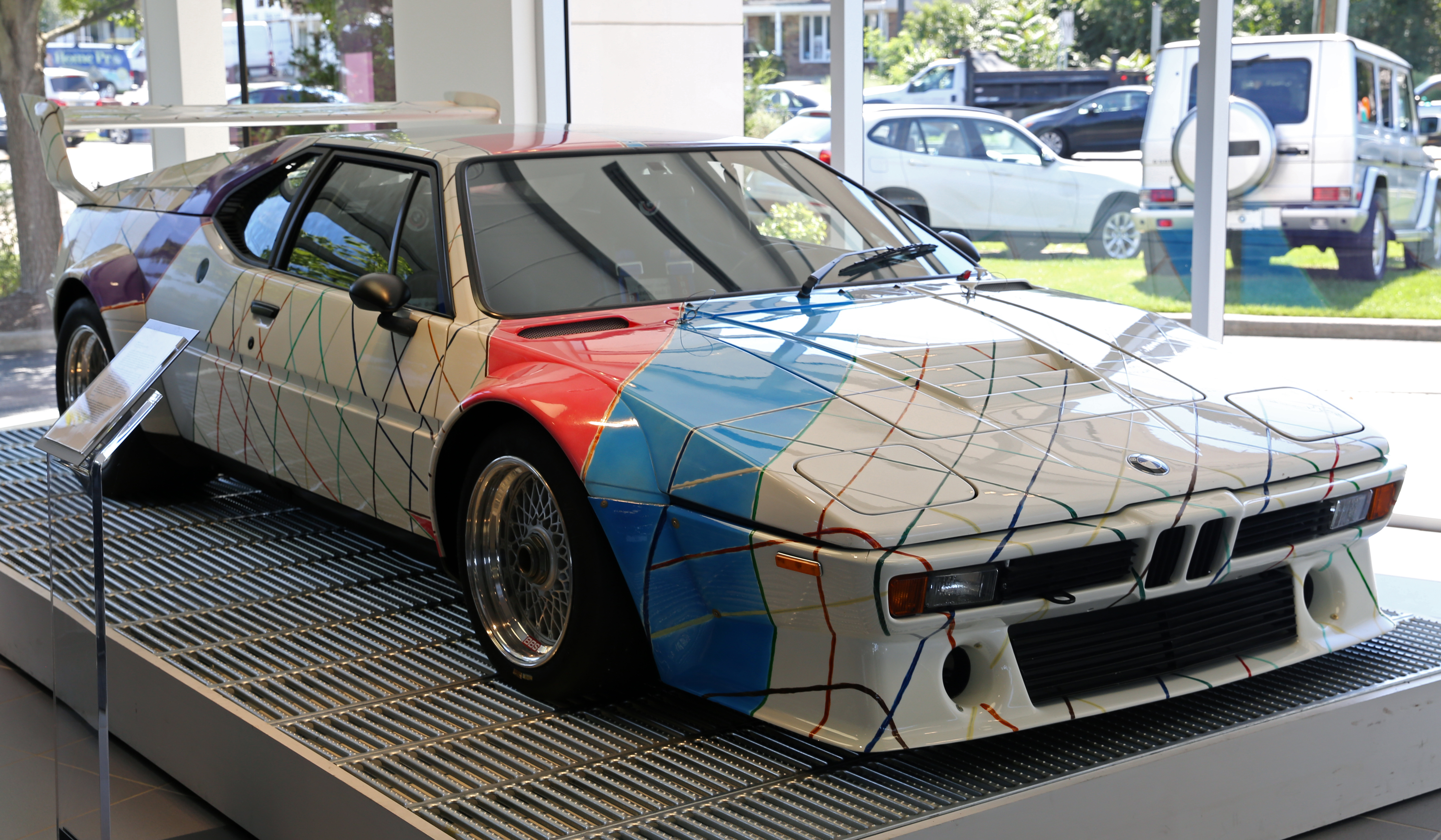
BMW・M1 プロカー アートカー

BMWでのグレッグの成功は、BMW・M1プロカー選手権でファクトリーチームからマシンが注文されるようになった。フランク・ステラによって特別に描かれたグレッグのBMW・M1は、ファクトリーが所有していない唯一のBMWアートカーとなっている（「非公式」だが、ステラは事実上公式のアートカーアーティストだった）。グレッグの未亡人は1990年に車を売りに出した。その後当時の所有者から、1999年にグッゲンハイム美術館に寄贈され、2011年ボナムズペブルビーチコンクールデレガンスオークションでアート、カーコレクター、BMWディーラーのジョナサン・ソーベルに854,000ドルで販売された。

## 死
グレッグは1980年12月15日に遺体で発見された。死因は自殺とみられている。
彼はアメリカで最も偉大で最も成功したロードレーサーの一人との評価があり、スタートした340レースのうち152勝していた。
IMSA GT選手権では、41レース（IMSAの史上最多の勝利数で殿堂入りした、アル・ホルバートに次ぐ）で優勝した。

## その後のブルモス・レーシング
グレッグの耐久レースパートナーであるハーレイ・ヘイウッドは、若くして未亡人となったデボラ・グレッグがブルモス・モーターカーズのオーナー兼CEOに就任するのを支援した。デボラは80年代にブルモスの為にレースし、トランザムとエンデュランスシリーズで成功したドライバーになった。デボラは90年代半ばに再婚し、ディーラーを売却した。
1991年、ブルモス・レーシングは、新たに設立されたIMSA スーパーカーシリーズに2台のポルシェチームで参加し、伝統的な白、赤、青の911ターボでポルシェの3年連続メーカーチャンピオンを獲得した。ピーターの息子サイモン・グレッグは、後にトランザム・シリーズ、アメリカン・ルマン・シリーズ、グランダム・シリーズのドライバーとして活躍した。サイモンは、SCCAのGT-1クラスのダーハーグモータースポーツの下でシボレー・コルベットをドライブした。2015年1月にホームステッド-マイアミスピードウェイで開催された、SCCA サウスイーストカンファレンスメジャーズツアー GT-1レースで優勝し、GT-1クラスのトラックレコードを打ち立てた。

## 賞
- グレッグは1992年に国際モータースポーツ殿堂入りした。
- 2000年にアメリカモータースポーツ殿堂に就任した。[14]